# Amy Sedaris
Amy Louise Sedaris (Endicott, 29 marzo 1961) è un'attrice, scrittrice, comica e doppiatrice statunitense.

## Vita privata
Nata ad Endicott (New York), figlia di Sharon e Lou Sedaris. È la sorella minore dell'umorista David Sedaris; cresciuta a Raleigh in Carolina del Nord, la sua famiglia ha origini greche: suo padre era di religione greco-ortodossa e sua madre protestante, lei è greco-ortodossa.
Vive nel Greenwich Village col suo coniglio di razza mini rex Dusty ed è molto impegnata con la House Rabbit Society (un'associazione no-profit che salva e adotta conigli e che informa le persone su come prendersene cura appropriatamente). Uno dei suoi tormentoni durante le apparizioni in pubblico è il suo fidanzato immaginario Ricky. Durante un'apparizione al Late Show di David Letterman (puntata del 6 ottobre 2006), disse che Ricky era stato assassinato e che ora viveva col suo fantasma. È la sorella minore, e spesso collaboratrice, dello scrittore umoristico David Sedaris.
È conosciuta soprattutto grazie al ruolo di Jerri Blank nella sitcom Strangers with Candy di Comedy Central, e per il suo show varietà 'At Home with Amy Sedaris', per la quale è stata nominata agli Emmy e WGA Awards. Dal 2014 presta la voce a Princess Carolyn nella serie animata BoJack Horseman. È autrice di vari libri d'intrattenimento.

## Biografia

### Carriera
Già membro delle troupe teatrali di Second City e Annoyance Theatre a Chicago, è conosciuta per il ruolo di Jerri Blank nella serie televisiva Strangers with Candy. Lo show, che ha scritto insieme a Paul Dinello e Stephen Colbert, è basato sulla sua interpretazione della formatrice motivazionale, degli anni '70, Florrie Fisher.
Sedaris ha partecipato ai film: Elf, School of Rock, Un amore a 5 stelle, Vita da strega. Nel 2006 è stata inoltre la protagonista della versione cinematografica di Strangers with Candy, prequel della serie tv omonima.

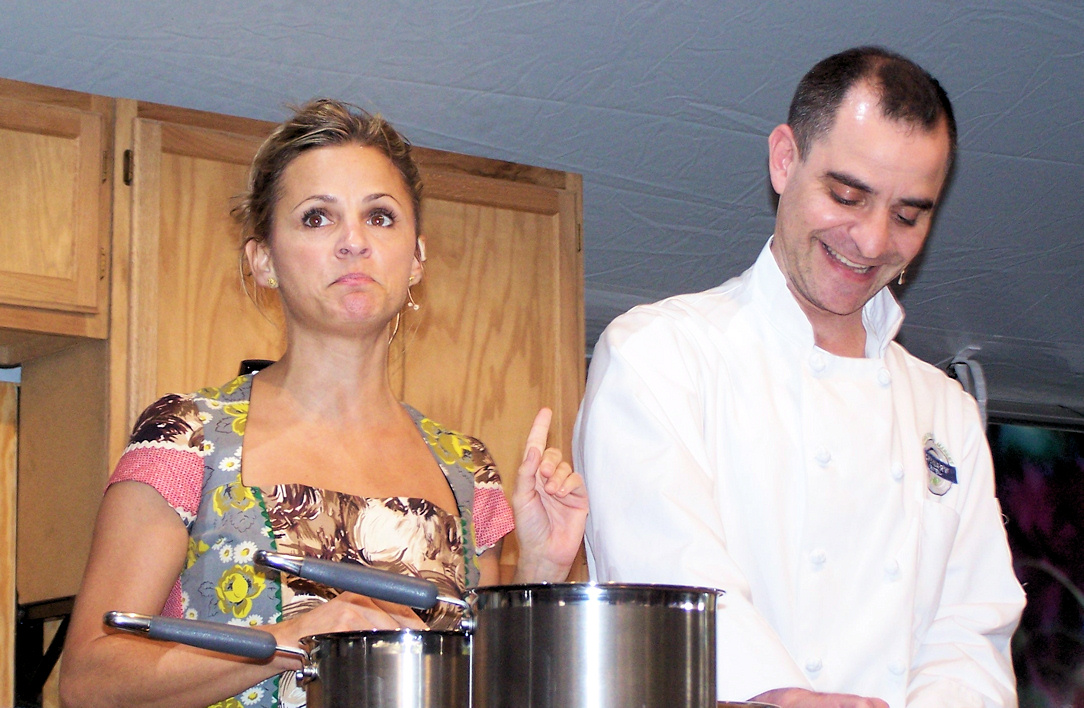
Amy Sedaris intrattiene il pubblico, dando indicazioni su come cucinare i brownies, al Texas Book Festival 2006

È coautrice del romanzo satirico Wigfield, scritto insieme a Paul Dinello e Stephen Colbert. Dal 2005, scrive una rubrica mensile sul magazine letterario The Believer. È l'autrice di una guida dal titolo I Like You: Hospitality Under the Influence (traducibile in "Mi piaci: ospitalità in stato di ubriachezza"), pubblicata nell'ottobre del 2006 dalla Warner Book. Il libro, un approccio a cuor leggero alla cucina, è rimasto nella classifica dei best seller del New York Times per oltre 12 settimane, e attualmente ha raggiunto la quota delle 350 000 copie vendute.
Insieme al fratello, l'autore e saggista David Sedaris, è stata coautrice, con lo pseudonimo "The Talent Family", di diverse opere teatrali: Stump the Host (1993), Stitches (1994), One Woman Shoe (1995), Incident at Cobblers Knob (1997) e The Little Frieda Mysteries (1997). Sempre col fratello, ha scritto The Book of Liz. È stata la direttrice artistica dell'opera teatrale The Most Fabulous Story Ever Told di Paul Rudnick.
In televisione, è apparsa in due episodi di Rescue Me, due episodi di Detective Monk, un episodio di Wonder Showzen; in Just Shoot Me! ha interpretato la versione femminile del personaggio di David Spade, in Sex and the City ha interpretato la redattrice di Carrie Bradshaw. È stata anche la guest star di uno degli episodi di My Name Is Earl ed ha fatto un'apparizione al Sesame Street nei panni di un'agitata Biancaneve che continuamente perdeva i suoi nani.
Nel 2007, Amy ha partecipato al video musicale Better Get to Livin' di Dolly Parton.
Nel 2008 ha interpretato la preside Abby Hofman nel film Tv Gym Teacher: The Movie del canale televisivo Nickelodeon, diretto dal suo collega in Strangers with Candy, Paul Dinello.
La Sedaris è conosciuta anche in Italia grazie alle sue partecipazioni al David Letterman Show, talk show statunitense, vincitore di numerosi Emmy Award, trasmesso da RaiSat Extra, nonché per il suo ruolo di testimonial nella pubblicità televisiva del profumatore per il bucato Lenor Unstoppables.

## Filmografia

### Attrice

#### Cinema
- Commandments, regia di Daniel Taplitz (1997)
- Bad Bosses Go to Hell, regia di Erin Cramer - cortometraggio (1997)
- Sei giorni, sette notti (Six Days, Seven Nights), regia di Ivan Reitman (1998)
- Jump Tomorrow, regia di Joel Hopkins (2001)
- Un amore a 5 stelle (Maid in Manhattan), regia di Wayne Wang (2002)
- School of Rock, regia di Richard Linklater (2003)
- Elf - Un elfo di nome Buddy (Elf), regia di Jon Favreau (2003)
- Il padre di mio figlio (My Baby's Daddy), regia di Cheryl Dunye (2004)
- Strangers with Candy, regia di Paul Dinello (2005)
- Vita da strega (Bewitched), regia di Nora Ephron (2005)
- Romance & Cigarettes, regia di John Turturro (2005)
- Full Grown Men, regia di David Munro (2006)
- I Want Someone to Eat Cheese With, regia di Jeff Garlin (2006)
- Snow Angels, regia di David Gordon Green (2007)
- Dedication, regia di Justin Theroux (2007)
- Dance Flick, regia di Damien Dante Wayans (2009)
- Jennifer's Body, regia di Karyn Kusama (2009)
- Tanner Hall - Storia di un'amicizia (Tanner Hall), regia di Tatiana von Fürstenberg e Francesca Gregorini (2009)
- Chef - La ricetta perfetta (Chef), regia di Jon Favreau (2014)
- Hits, regia di David Cross (2014)
- Ghost Team, regia di Oliver Irving (2016)
- Save Yourselves!, regia di Alex H. Fischer e Eleanor Wilson (2020)
- Ghosted, regia di Dexter Fletcher (2023)
- Theater Camp, regia di Molly Gordon e Nick Lieberman (2023)

#### Televisione
- Big Deals – film TV, regia di Robert Berlinger (1991)
- Exit 57 – serie TV, 12 episodi (1995-1996)
- Strangers with Candy – serie TV, 30 episodi (1999-2000)
- Fling – serie TV, 2 episodi (2001)
- Sex and the City – serie TV, 4 episodi (2002-2003)
- Detective Monk (Monk) - serie TV, episodi 1x11-2x06 (2002-2003)
- Ed – serie TV, 2 episodi (2004)
- Law & Order - Unità vittime speciali (Law & Order: Special Victims Unit) – serie TV, 1 episodio (2004)
- My Name Is Earl – serie TV, 1 episodio (2006)
- The Colbert Report - 2 episodi (2006-2014)
- Gym Teacher: The Movie – film TV, regia di Paul Dinello (2008)
- The Closer - serie TV, 2 episodi (2009)
- The Middle – serie TV, 1 episodio (2010)
- Aiutami Hope! (Raising Hope) – serie TV, 3 episodi (2011)
- Hot in Cleveland – serie TV, 2 episodi (2011)
- The Good Wife – serie TV, 3 episodi (2012)
- 30 Rock – serie TV, 1 episodio (2012)
- Alpha House – serie TV, 14 episodi (2013)
- The Heart, She Holler – serie TV, 22 episodi (2013-2014)
- Broad City - serie TV, 2 episodi (2014-2019)
- Unbreakable Kimmy Schmidt – serie TV, 13 episodi (2015)
- Kevin from Work – serie TV, 4 episodi (2015)
- Difficult People – serie TV, 1 episodio (2015)
- Divorce - serie televisiva, 2 episodi (2018-2019)
- At Home with Amy Sedaris - serie varietà (2017-presente), anche creatrice, scrittrice e presentatrice
- The Mandalorian - serie TV, 3 episodi (2019-2020)
- The Book of Boba Fett - serie TV, 1 episodio (2022)

### Doppiatrice
- The Wrong Coast – serie TV (2004)
- Chicken Little - Amici per le penne (Chicken Little), regia di Mark Dindal (2005)
- Shrek terzo (Shrek the Third), regia di Chris Miller e Raman Hui (2007)
- Puberty: The Movie, regia di Eric Ledgin e Stephen Schneider (2007)
- Supercuccioli nello spazio (Space Buddies), regia di Robert Vince (2009)
- American Dad! – serie TV, 2 episodi (2009-2012)
- Il gatto con gli stivali (Puss in Boots), regia di Chris Miller (2011)
- Bob's Burgers – serie TV, 1 episodio (2011)
- SpongeBob (SpongeBob Squarepants) – serie TV, 1 episodio (2011)
- BoJack Horseman – serie TV, 77 episodi (2014-2020)
- Adventure Time – serie TV, 1 episodio (2016)
- Marco e Star contro le forze del male (Star vs. the Forces of Evil) – serie TV, 2 episodi (2016)
- Steven Universe - Serie TV, (2017)
- Il re leone (The Lion King), regia di Jon Favreau (2019)
- Baby Boss 2 - Affari di famiglia (The Boss Baby 2: Family Business), regia di Tom McGrath (2021)
- I Puffi - Il film (Smurfs), regia di Chris Miller (2025)
- Pesce Pescione (The Pout-Pout Fish), regia di Ricard Cussó (2025)

## Doppiatrici italiane
Nelle versioni in italiano delle opere in cui ha recitato, Amy Sedaris è stata doppiata da:
- Giò-Giò Rapattoni in The Mandalorian, The Book of Boba Fett, Doctor Odyssey
- Alessandra Korompay in Chef - La ricetta perfetta
- Tiziana Avarista in Un amore a 5 stelle
- Raffaella Castelli in School of Rock
- Laura Boccanera in Monk
- Patrizia Burul in Romance & Cigarettes
- Emanuela Pacotto in Snow Angels
- Barbara De Bortoli in The Closer
- Claudia Razzi in The Middle
- Antonella Rinaldi in Unbreakable Kimmy Schmidt

Come doppiatrice, viene sostituita da:
- Giò-Giò Rapattoni in BoJack Horseman, Baby Boss 2 - Affari di famiglia
- Domitilla D'Amico in Chicken Little
- Ilaria Latini in Shrek terzo
- Laura Boccanera in Il gatto con gli stivali
- Paola Giannetti in Supercuccioli - I veri supereroi
- Valeria Perilli ne Il re leone